# 할레마우마우 분화구

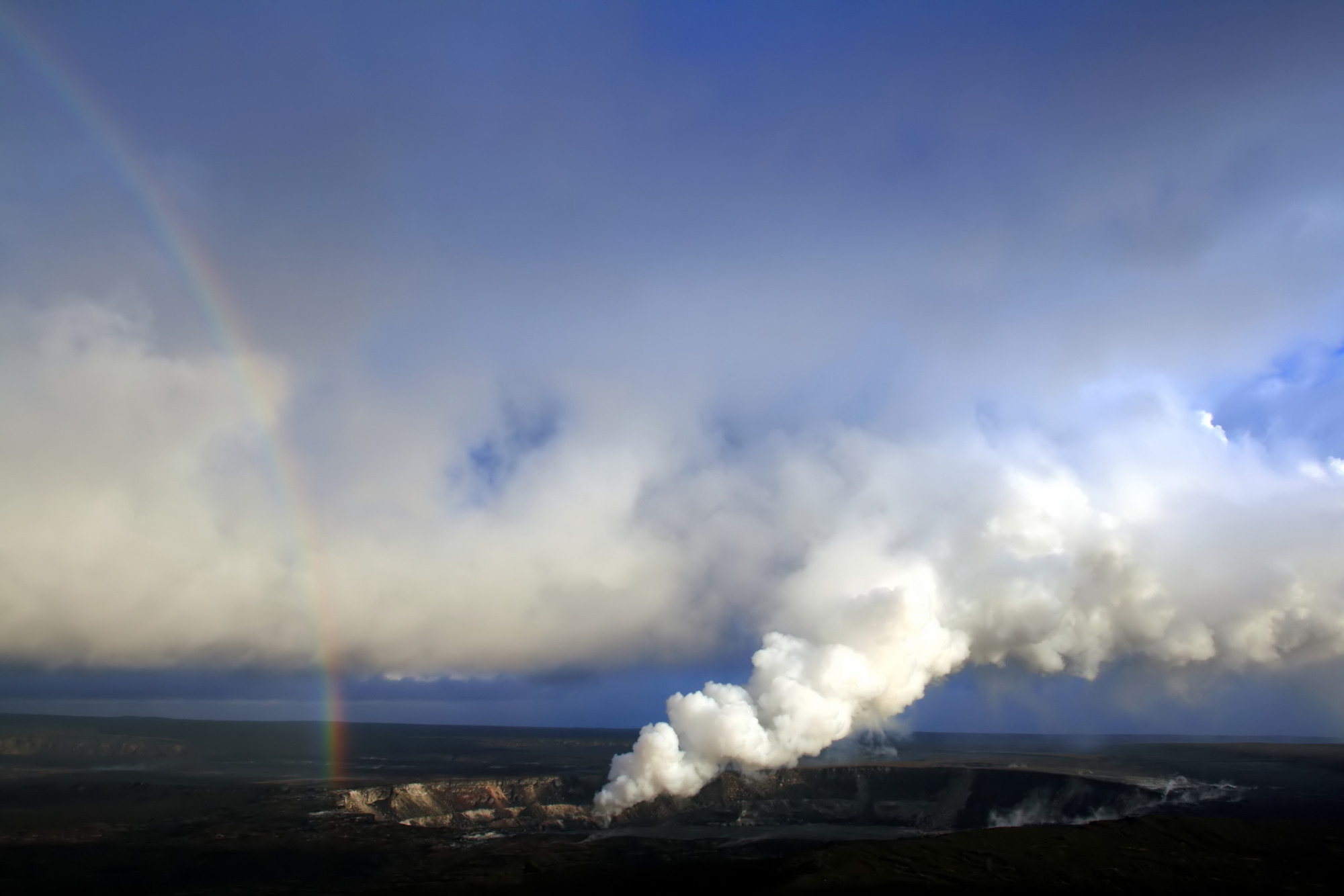

할레마우마우 분화구(Halemaumau Crater)는 미국 하와이주 킬라우에아 칼데라에 있는 정상 분화구로, 지름 1km, 절벽 높이 85m이다. 이 속에는 불의 여신 펠레가 살고 있다고 하며, 사람들은 화산주변의 돌을 가져가지도 않는다. 펠레가 화를 내면 화산이 더 크게 분화한다고 하기 때문이다. 밤이 되면 아주 아름다운데, 이것은 용암호속의 용암이 빛을 내기 때문이다. 주로 화산재 분출을 하는데, 그 이유는 자연적인 현상이거나 화구벽의 붕괴로 인하여 발생한다. 원래는 화산가스를 분출한다. 이곳은 멀리 떨어져 있는 푸우오오 산보다 더욱 분화를 많이 안한다.